# ألكسندر بوندار
ألكسندر بوندار (بالروسية: Бондарь, Александр Аркадьевич)‏ (21 نوفمبر 1967 بماغديبورغ في ألمانيا - ) هو لاعب كرة قدم روسي (وحمل سابقاً جنسية الاتحاد السوفيتي) في مركز الدفاع. لعب مع دينامو موسكو وسبارتاك موسكو ونادي أحمد غروزني ونادي روتور فولغوغراد ونادي روستوف أون دون ونادي روستوف ودينامو ستافروبول وFC Krasnodar-2000 ‏ وFC Volgar Astrakhan ‏ وMaccabi Yavne F.C. ‏.

## وصلات خارجية
- ألكسندر بوندار على موقع قاعدة بيانات كرة القدم.إي يو (الإنجليزية)